# Friedrich Rottmann
Christian Friedrich Joseph Rottmann (getauft 19. Dezember 1768 in Handschuhsheim (seit 1903 Heidelberg); † 29. Dezember 1816 in Heidelberg) war Zeichner (Universitätszeichenmeister in Heidelberg), Kupferstecher und Radierer.

## Leben
Friedrich Rottmann kam 1768 als erstes Kind des Adjunkt und späteren Handschuhsheimer Waisenhausschaffners (Rentamtmann) Franz J. K. Rottmann zur Welt. Ursprünglich sollte Rottmann die Nachfolge seines Vaters als Vorsteher des Landeswaisenhauses und Verwalter der Liegenschaften antreten. Als mit dem Reichsdeputationshauptschluss die rechtsrheinischen Gebiete der Pfalz an Baden fielen, musste sich der 35-jährige Rottmann infolge der Neuordnung des Kirchenbesitzes einen anderen Broterwerb suchen. Seinen Neigungen entsprechend, versuchte er sich als Künstler zu etablieren.
Rottmann studierte an der Universität Heidelberg. Nebenher machte er eine künstlerische Ausbildung an der Akademie Mannheim. 1794 nahm er eine Stelle als Administrationsadjunkt beim Rentamt seines Vaters in Handschuhsheim wahr. Am 17. Juni 1794 heiratete er Susanna Werner.
So ging er 1803 zur Ausbildung nach München, wobei er an der Akademie nicht nachzuweisen ist. Es wird jedoch vermutet, dass er das Atelier Wilhelm von Kobells besuchte, den er bereits aus dessen Mannheimer Zeit kannte. Vermutlich erfuhr Rottmann, hier zumindest Impulse und eine gewisse technische Anleitung. Möglich ist zudem, dass ein gewisser Einfluss des Karlsruher Hofmalers Carl Kuntz auf Rottmanns künstlerischen Werdegang bestand. 
Wieder zurück erhielt Rottmann 1805 eine Anstellung als Zeichenlehrer am katholischen Gymnasium in Heidelberg und 1807 wurde er zum Universitätszeichenmeister ernannt. 1811 wurde er Lehrer für  Landschaftszeichnen an der Universität.
Er trat 1806 der Heidelberger Freimaurerloge „Carl zur guten Hoffnung“ bei.

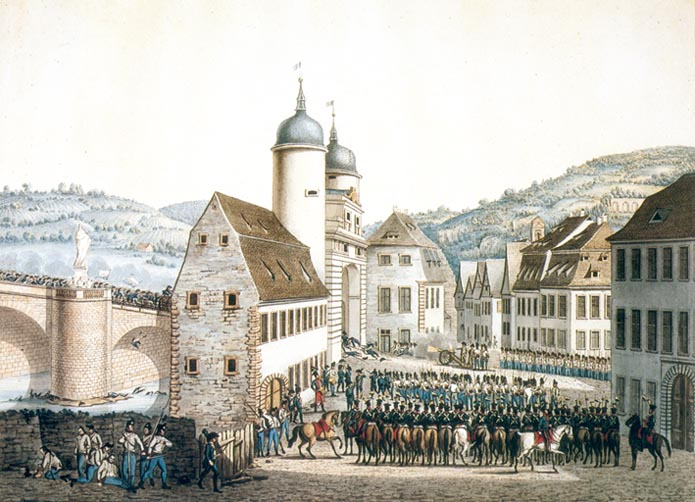
Bestürmung der Heidelberger Brücke 1799

Zu seinen bedeutendsten Schülern zählte sein eigener Sohn Carl sowie Carl Philipp Fohr und Ernst Fries, die bei ihm ihren ersten Zeichenunterricht erhielten und deren Talent und Zeichentechnik er mit Arbeiten nach Vorlagen (insbesondere von Carl Kuntz) und nach der Natur schulte. Rottmanns künstlerisches Wirken in Heidelberg fällt zeitlich mehr oder minder mit der napoleonischen Ära zusammen. Seine ersten erhaltenen Arbeiten entstanden in den 1790er Jahren und sein letztes großformatiges Blatt stammt aus dem Jahr 1815. Bekannt ist seine Darstellung Heidelberg vom Neuenheimer Ufer  aus der Zeit um 1800, auf welcher die Alte Brücke im Vordergrund vor der Stadtkulisse bei einer aufgehenden, strahlenden Sonne zu sehen ist.

## Werk

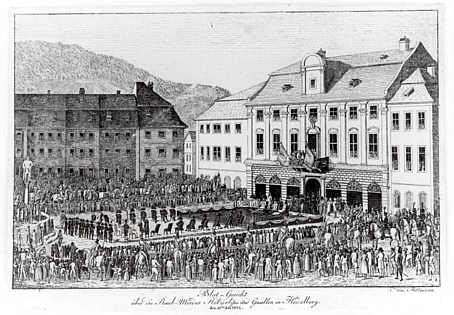
Das von Ludwig Pfister inszenierte Blutgericht über die Hölzerlipsbande

Rottmann war nicht nur als Zeichner, sondern auch als Kupferstecher und Radierer tätig. Er beherrschte die verschiedenen druckgraphischen Techniken, ob es sich um einen für die Kolorierung vorgesehenen Umrisskupferstich oder eine in ihrer Wirkung malerisch angelegte Aquatintaradierung handelte. Sein Œuvre ist drei Sujets verpflichtet – der Landschaft, dem zeitgeschichtlichen Ereignis, der Karikatur. Rottmanns Begabung liegt eindeutig in der Landschaftsdarstellung. Im figürlichen Bereich wirken seine Arbeiten bisweilen etwas flach und ungelenk bzw. überzeichnet – ein Charakteristikum, das an seine Karikaturen erinnert und dort oder wenn er in seinen Illustrationen zeitgenössischer Ereignisse den ein oder anderen Protagonisten der Handlung personalisiert, seine besondere Wirkung entfaltet. In seinen meist großformatigen Ansichten mit ihren weit gefassten Landschaftsräumen setzt er die figürliche Staffage überwiegend zurückhaltend und ihrer Funktion entsprechend dem Raum untergeordnet ein. Es ist anzunehmen, dass er seine Zeichentechnik und kompositorischen Kenntnisse im Bereich der Landschaftszeichnung während seiner Münchner Zeit vermutlich in Kobells Atelier schulte und optimierte. Außerdem orientierte er sich wohl an den Arbeiten des Karlsruher Hofmaler Carl Kuntz, nach dessen Vorlagen er auch bevorzugt seine Schüler unterrichtete. Eine weitere Vorbildwirkung hatten für ihn, wie auf so viele Künstler in dieser Zeit, die idealen Landschaftskompositionen Claude Lorrains und später in Heidelberg wohl auch die atmosphärischen, malerischen Ansichten George Augustus Wallis’, der mit seinen Werken insbesondere die junge Heidelberger Malergeneration beeinflusste. Im Gegensatz zu seinen Vorbildern befasste sich Rottmann jedoch nicht mit der Ölmalerei und ihren koloristischen Möglichkeiten, sondern perfektionierte seine Technik als Aquarellist.
Rottmann war Vater von Carl, Anton und Leopold Rottmann.